# Winnoland
Winnoland est un parc d'attractions situé à Saint-Pierre-du-Perray, à trente kilomètres au sud-est de Paris, en France.

## Histoire
En 1971, la famille Werry crée Le Manoir de Villededon, un site proposant une buvette et des jeux en plein air pour les enfants, sur leur terrain à Villededon, un hameau de Saint-Pierre-du-Perray. À la suite de difficultés financières, le site est racheté par les forains Christian Reverchon et Duhy et la société Babyland est fondée le 1er juin 1987.
En 1991, le forain français Xavier Lapère (qui considérait pourtant en 1987 que les parcs d'attractions font une concurrence déloyale aux fêtes foraines) et le groupe belge Walibi avec à sa tête Eddy Meeùs se montrent chacun intéressés pour racheter le parc. C'est finalement Walibi qui acquiert Babyland à la fin du mois de septembre 1992 contre 60 millions de francs belges,.
Les projets d'Eddy Meeùs pour Babyland sont importants. Situé à 35 km d'Euro Disney Resort fraîchement inauguré, il est prévu qu'il bénéficie d'importants investissements à moyens termes, dont d'éventuels achats de terres voisines pour augmenter la surface disponible, dans le but d'y édifier un « Walibi Île-de-France »,. Dans un premier temps, les dirigeants du groupe décident de garder fermé le parc et n'envisagent pas d'ouverture avant 1995 car les travaux d'un site néerlandais requièrent toute leur attention et leur temps : Walibi Flevo. Celui-ci est inauguré en 1994 et le groupe belge projette alors le début des travaux pour le parc essonnien l'année suivante. À Saint-Pierre-du-Perray, les plans de secteurs changent en 1995. La nouvelle version du schéma directeur de la région Île-de-France est incompatible avec l'ampleur des travaux envisagés en raison de la proximité de la forêt de Rougeau. Les investissements prévus n'ont donc pas lieu et le projet est alors abandonné. Le parc reste en l'état.

Logo de Babyland-Amiland.

En 1997, Eddy Meeùs négocie la vente du groupe Walibi avec la société américaine Premier Parks, un opérateur de parcs d'attractions aux États-Unis. Avant la finalisation de l'acquisition, Meeùs revend à perte Babyland en décembre 1997 à Xavier Lapère. L'acquisition du groupe est clôturée le 24 mars 1998.
Les tempêtes de fin décembre 1999 balaient le parc et la région et des conflits de voisinage éclatent[réf. nécessaire]. Une décennie est nécessaire aux Lapère pour réaliser un parc présentable au public. Babyland rouvre au printemps 2008 et présente quatorze attractions avec pour cible de clientèle les enfants jusqu'à douze ans et leur famille. La première année d'exploitation sous l'égide Lapère se chiffre à 16 000 visiteurs. La deuxième année comptabilise plus de 30 000 entrées.
Les manèges mécaniques sont fabriqués en grande partie par le constructeur italien SBF Visa Group. Les autres installations sont des structures de plaine de jeux comme le toboggan, des trampolines ou châteaux gonflables. La mascotte est créée en 2013 sous la forme d'un lapin nommé Winno. L'attraction Montée fantastique, tour de chute de type drop'n twist est inaugurée en 2014.

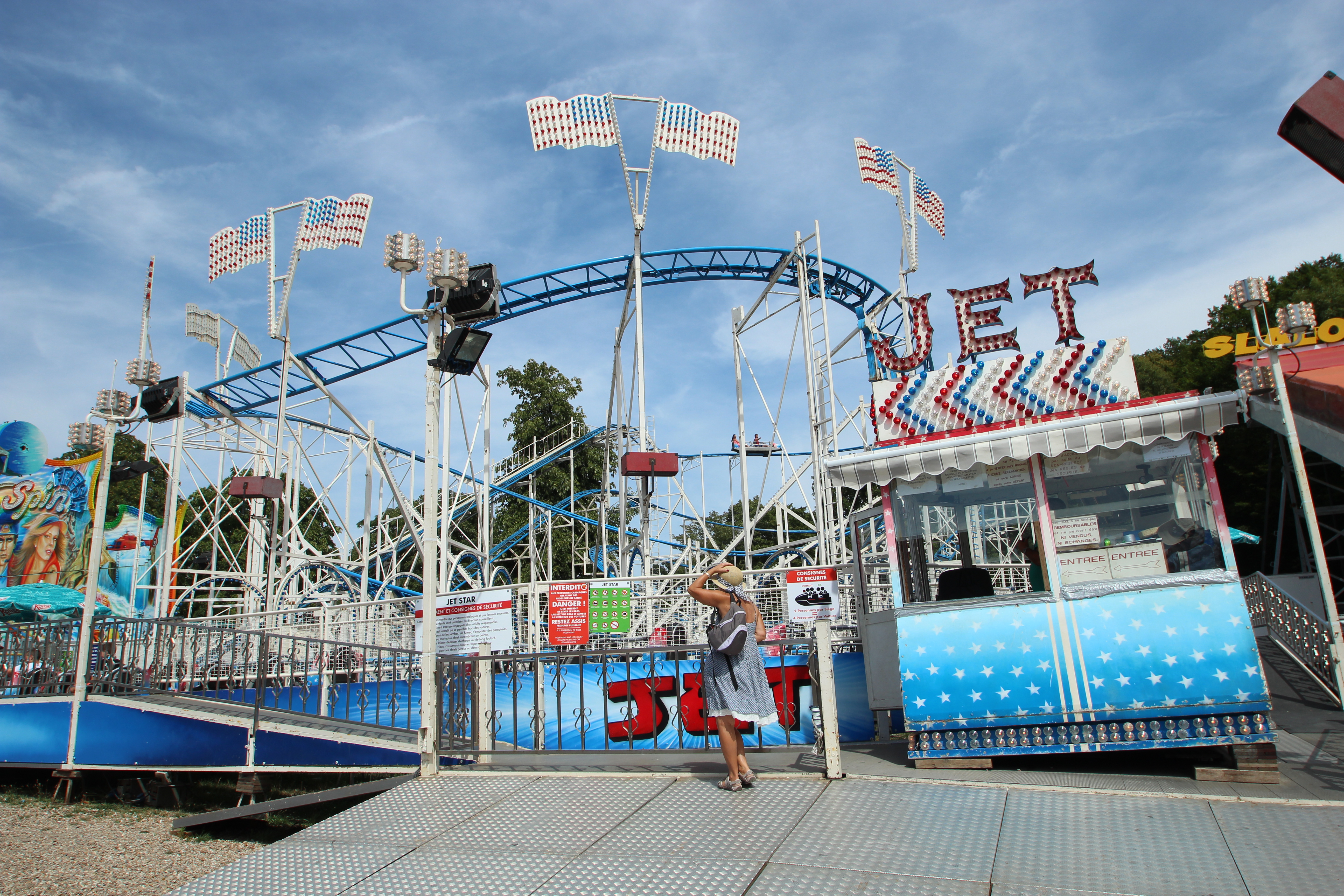
Jet à la fête des Loges, 2015.

Le caractère sensationnel de celle-ci marque un tournant dans le choix des nouveautés du site qui évolue pour élargir son public. Les dirigeants veulent souligner leur désir d'un nouveau public-cible et accolent alors le terme Amiland au nom du parc qui devient donc Babyland-Amiland pour la saison 2014, afin d'attirer les enfants de plus de douze ans, ceux de moins de douze restant la base de la clientèle. Le chiffre d'affaires en 2016 atteint les 1 458 800 € et son résultat net est positif de 101 600 €. Les arrivées du Bateau pirate en 2017 et, l'année suivante, de montagnes russes en métal nommées Jet de Schwarzkopf, confirment cette tendance. Le chiffre d'affaires en 2017 se chiffre à 1,968 million d'euros et son résultat net est positif de 266 200 €. Entre 2016 et 2017, l'augmentation du bilan représente 22,51 %,. À cause de réparations constamment reportées, l'attraction Jet, bien qu'installée depuis 2018, n'est pas accessible au public,.
Le chiffre d'affaires en 2018 atteint les 2 328 200 € et son résultat net est positif de 264 400 €. Le nombre de visiteurs est en augmentation en 2019 et Babyland-Amiland est le premier site de loisirs essonnien en nombre d'entrées payantes cette année-là. En 2020, le parc projette la construction du Train de la mine pour entrer en fonction en 2021, dans le but de remplacer Jet,. Ce projet ne se concrétise pas. Prévue pour 2021, l'ouverture de Ptéranodon est repoussée à 2022. L'investissement pour ce manège revient à plus d'un million d'euros, soit 700 000 € pour la décoration et 480 000 € pour l'attraction de type Swing Tower de SBF Visa Group. La concrétisation du projet de train de la mine  par Vekoma est annoncée pour 2025.
En 2018, ils sont 123 097 à visiter le parc de loisirs. En 2021, ils sont 110 277 à arpenter les allées du site. Entre 2019 et 2022, le parc connaît une croissance de sa fréquentation de 29 %. Après la saison 2022, le parc change de nom pour s'appeler dorénavant Winnoland, du nom de la mascotte du parc, Winno le lapin,. En 2023, ils sont 210 000 à visiter le parc.

## Les attractions

### Montagnes russes

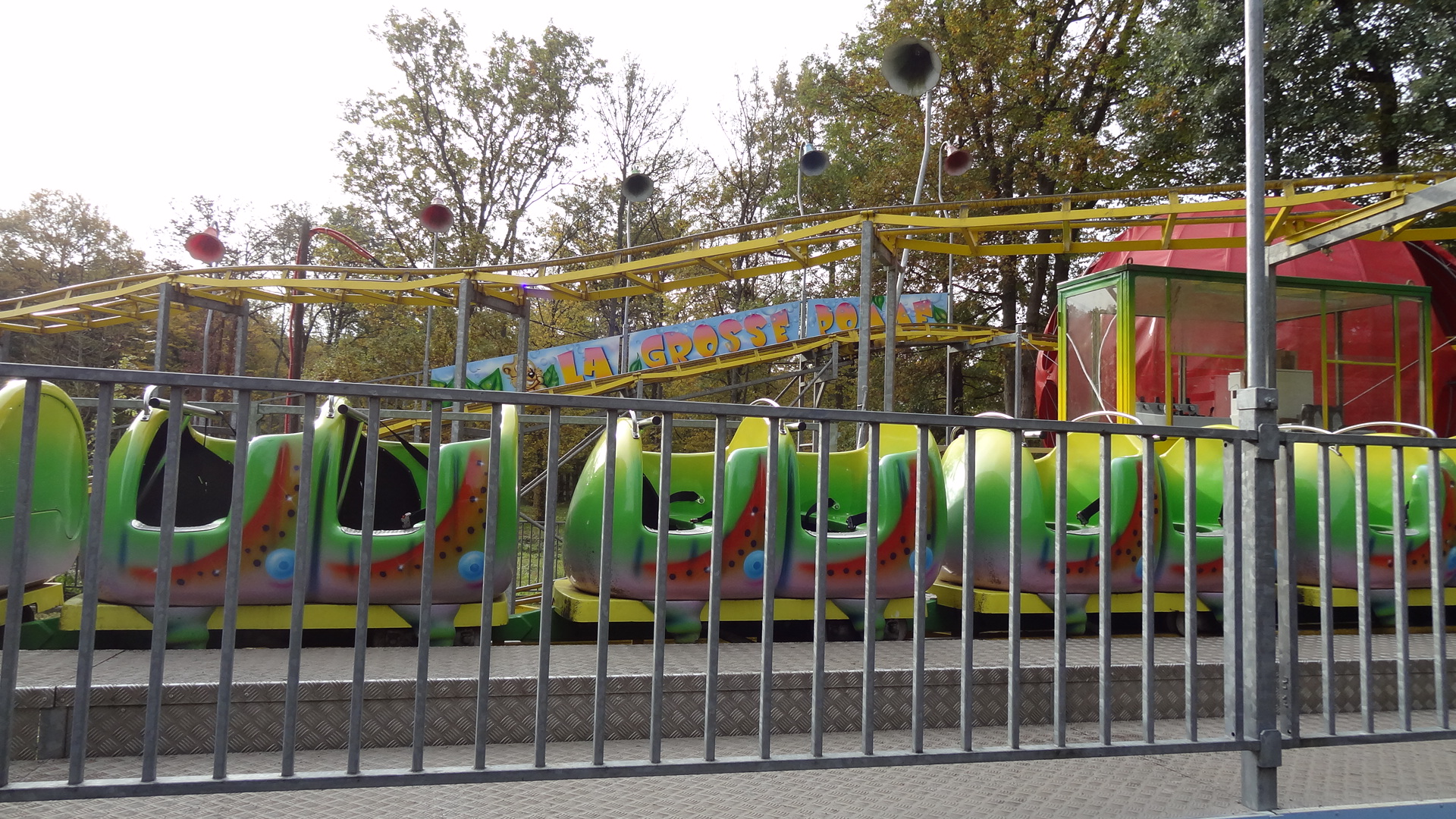
Big Apple

- Big Apple[c] : montagnes russes junior / Big Apple, Wacky Worm (2010) ;
- Bûche dansante : montagnes russes tournoyantes junior du constructeur SBF Visa Group (2018).

### Attractions aquatiques
- Rivière canadienne : bûches du constructeur SBF Visa Group (2015) ;
- Rivière enchantée : parcours en canoës junior de SBF Visa Group.

### Autres attractions

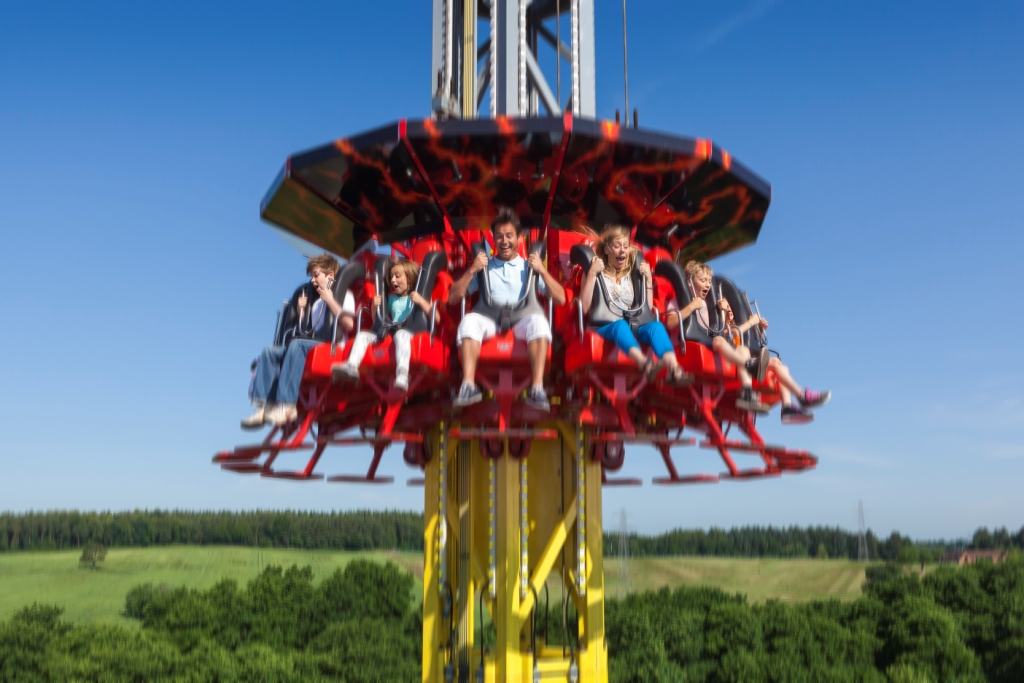
Modèle drop'n twist, ici à Paulton's Park

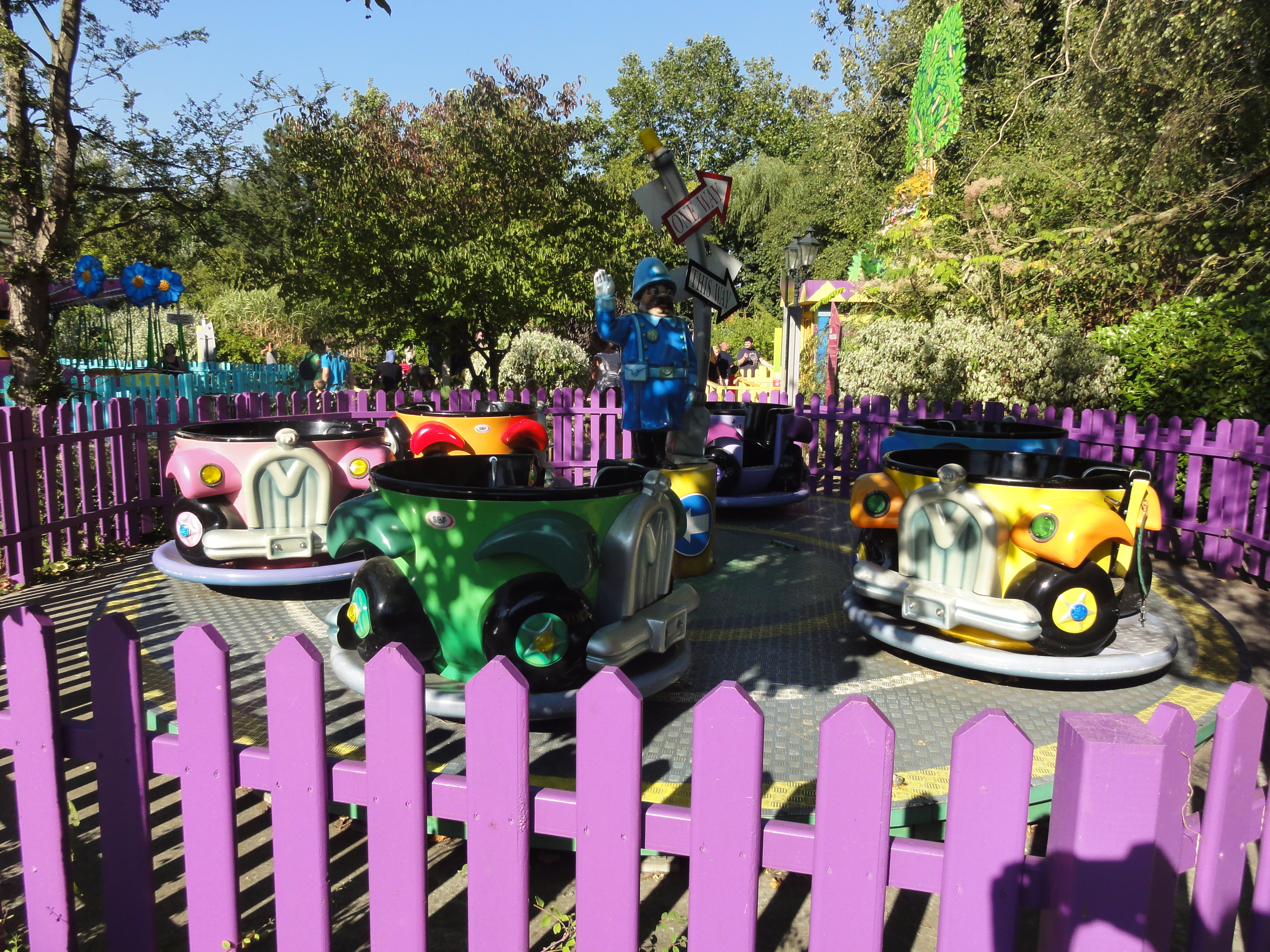
Modèle mini cups, ici à Walibi Belgium

- Bateau pirate : bateau à bascule (2017) ;
- Chaises volantes : manège de chaises volantes junior (2008) ;
- Chevauchée fantastique : chevaux galopants du constructeur Soquet (2011) ;
- Chevaux de bois : carrousel du constructeur SBF Visa Group (2008) ;
- Chien balançoire : bateau à bascule junior de SBF Visa Group (2010) ;
- Coccinelle : manège du constructeur Technical Park (2018) ;
- Envolée canine : Jump Around de SBF Visa Group (2014) ;
- Grande roue : grande roue (2016) ;
- Magic Farm : parcours de tracteurs de SBF Visa Group (2015) ;
- Meli-Melo : carrousel de SBF Visa Group (2008) ;
- Montée fantastique : drop'n twist de SBF Visa Group (2014) ;
- Petit trampoline, grand trampoline : deux trampolines ;
- Petits pilotes : manège d'avions de SBF Visa Group (2008) ;
- Pédalosaurus : Magic Bike du constructeur Zamperla (2024) ;
- Ptéranodon : manège de type Swing Tower de SBF Visa Group (2022) ;
- Renard, girafe, parcours aventure, cocorico… : différentes structures gonflables ;
- Safari train : train junior (2008) ;
- Slalom : toboggan multi-pistes forain (2014) ;
- Voitures en folie : mini cups de SBF Visa Group (2013) ;
- Voltigeur : manège de chaises volantes (2017).

### Attractions non fonctionnelles
- Jumbo Jet[d],[28],[29],[30] ;
- Jet[e],[31].